# Byron Ingemar Johnson
Pour les articles homonymes, voir Johnson.
Byron Ingemar Johnson (né le 10 décembre 1890 à Victoria et décédé le 12 janvier 1964 au même endroit) est le 24e premier ministre de la province canadienne de la Colombie-Britannique, de 1947 à 1952. Il appartenait au parti libéral. De son vivant, on l'appelait souvent "Boss" Johson, surnom acquis par sa réputation pour des méthodes et des attitudes axées sur les résultats.

## Biographie

### Premières années
Né à Victoria, capitale de la Colombie-Britannique, Johnson sert outre-mer pendant la Première Guerre mondiale. Après le conflit, lui et ses frères ouvrent une entreprise de matériaux de construction à Victoria, qui s'avère très lucrative. Johnson est élu pour la première fois comme l'un des quatre députés de Victoria à l'Assemblée législative de la Colombie-Britannique en tant que libéral lors des élections de 1933. Il siège pendant quatre ans au caucus du premier ministre Duff Pattullo avant d'être défait aux élections de 1937.
Johnson retourne à son entreprise et, pendant la Seconde Guerre mondiale, il est chargé de construire les installations de l'Aviation royale canadienne dans l'ensemble de la province. Après les élections de 1945, il revient à l'Assemblée législative, cette fois comme député de New Westminster, devenant ministre dans le gouvernement de coalition formé par les partis libéral et conservateur et dirigé par le premier ministre John Hart. Après la démission de Hart en 1947, Johnson lui succède comme chef du Parti libéral et chef de la Coalition, et donc aussi comme premier ministre.

### Premier ministre
Le gouvernement Johnson (en) introduit une assurance maladie obligatoire, ainsi qu'une taxe provinciale sur la vente de 3%. Il bonifie le réseau autoroutier, étend le réseau ferroviaire du Pacific Great Eastern Railway (en). Il négocie également une accord avec Alcan, nommé Alcan Agreement, qui permet la construction du barrage Kenney (en) et donc du plus important projet hydroélectrique dans la province. Le gouvernement a également à conjuguer avec les inondations du fleuve Fraser qui dévaste de vastes secteurs en conduit à l'implantation d'un état d'urgence en 1948. Commence alors un programme de construction de digues à travers la vallée du Fraser. Johnson est aussi crédité de la nomination de Nancy Hodges qui devient la seconde femme présidente d'un parlement dans le Commonwealth après Mary Ellen Smith, également en Colombie-Britannique. Concernant les forces constabulaires, il procède au démantèlement de la British Columbia Provincial Police (en) et le remplace par la Gendarmerie royale du Canada (GRC).
La coalition libérale-conservatrice avec Johnson pour chef des Libéraux et Herbert Anscomb pour chef des Conservateurs, remporte aisément l'élection de 1949 avec 61% des suffrages exprimés. Bien que la présence du caucus d'Anscomb soit primordiale pour la coalition, Johnson se préoccupe plus de sa charge de premier ministre et du caucus libéral plus imposant. À la suite des départs des Conservateurs de la coalition, le gouvernement s'effondre et perd l'élection de 1952 face à W. A. C. Bennett et le Parti Crédit social de la Colombie-Britannique. Lors de ce scrutin, Johnson perd son siège.

### Dernières années
De retour à la vie privée, Johnson meurt à Victoria en janvier 1964 à l'âge de 73 ans. Sa dépouille est inhumée au cimetière Ross Bay de Victoria]. Il était franc-maçon.